# Günter Bittengel
Günter Bittengel (* 14. Juli 1966 in Prag) ist ein ehemaliger tschechischer Fußballspieler und derzeitiger -trainer.

## Spielerkarriere
Bittengel fing 1976 bei Dukla Prag an. In der Saison 1985/86 schaffte der Stürmer den Sprung von der Jugend in die Erste Mannschaft. Schon ab 1986/87 wurde er Stammspieler und kam auch zu seinem ersten Einsatz für die Tschechoslowakische Nationalmannschaft. 1991 wechselte Bittengel in die 2. Bundesliga zu Bayer Uerdingen, bei dem er regelmäßig zum Einsatz kam. 1992/93 und 1994 bis 1996 spielte er mit den Krefeldern in der Bundesliga.
Anfang 1997 wechselte er zum damaligen Zweitligisten FK Chmel Blšany, mit dem er 1998 in die Gambrinus-Liga aufstieg. Nach der Saison 2000/01, in der er nur noch zwei Pflichtspiele absolvierte, wechselte Bittengel zum kleinen Prager Vorortverein SK Černolice, bei dem zahlreiche bekannte Spieler ihre Karriere ausklingen ließen.

## Trainerkarriere
In der Saison 2001/02 übernahm er am 14. Spieltag den FK Chmel Blšany, den er auch in der folgenden Saison führte. Nach dem zehnten Spieltag 2003/04 trennte sich der Verein von ihm, Bittengel fand wenige Wochen später bei Viktoria Žižkov eine neue Stelle. Allerdings konnte er den Abstieg der Mannschaft nicht verhindern, der Vertrag wurde nicht verlängert. 2004/05 trainierte Bittengel den SC Xaverov Horní Počernice in der 3. Liga ČFL, mit dem er Zweiter wurde und in die 2. Liga aufstieg. 2005/06 übernahm Bittengel den Viertligisten SK Union Čelákovice. Nach schwachen Resultaten trennte sich der Klub Ende März 2006 von ihm.
Zur Saison 2006/07 trat Bittengel das Traineramt bei FK Dukla Prag an. Im Dezember 2009 wechselte Bittengel auf die Position des Sportdirektors.